# Psychoda albida
Psychoda albida är en tvåvingeart som beskrevs av Tonnoir 1939. Psychoda albida ingår i släktet Psychoda och familjen fjärilsmyggor.
Artens utbredningsområde är Uganda. Inga underarter finns listade i Catalogue of Life.